# Cantonul Saint-Trivier-sur-Moignans
Cantonul Saint-Trivier-sur-Moignans este un canton din arondismentul Bourg-en-Bresse, departamentul Ain, regiunea Rhône-Alpes, Franța.

## Comune
| Comune                     | Populație (1999) | Cod poștal | Cod INSEE |
| -------------------------- | ---------------- | ---------- | --------- |
| Ambérieux-en-Dombes        | 1 592            | 01330      | 01005     |
| Baneins                    | 583              | 01990      | 01028     |
| Chaleins                   | 1 174            | 01480      | 01075     |
| Chaneins                   | 830              | 01990      | 01083     |
| Fareins                    | 2 099            | 01480      | 01157     |
| Francheleins               | 1 270            | 01090      | 01165     |
| Lurcy                      | 394              | 01090      | 01225     |
| Messimy-sur-Saône          | 1 194            | 01480      | 01243     |
| Relevant                   | 449              | 01990      | 01319     |
| Sainte-Olive               | 306              | 01330      | 01382     |
| Saint-Trivier-sur-Moignans | 1 907            | 01990      | 01389     |
| Savigneux                  | 1 195            | 01480      | 01398     |
| Villeneuve                 | 1 369            | 01480      | 01446     |